# 博德河
博德河（德語：Bode，發音：[ˈboːdə] ⓘ）是德國的河流，位於薩克森-安哈爾特州，屬於薩勒河的左支流，河道全長169公里，面積3,229平方公里，發源自哈茨山，河口處在寧堡。

## 外部連結
- Further information（页面存档备份，存于） （德文）